# Pino Mauro
Pino Mauro, pseudonimo di Giuseppe Mauriello (Villaricca, 15 dicembre 1938), è un cantautore e attore italiano.
La sua carriera si è divisa tra l'interpretazione vocale di brani del repertorio della canzone classica napoletana, brani inediti per lui composti dai più importanti autori napoletani (su tutti Vian e Cioffi) e nazionali e l'interpretazione della sceneggiata, in auge ai primi del Novecento e tornata al successo nella seconda metà del secolo grazie un "revival" del genere di cui lo stesso Mauro fu protagonista.
Mauro ha lavorato con le più importanti case discografiche napoletane, come la Cgd, la Rca e la Vis Radio. Ha vinto un disco di platino con la canzone Nun t'aggia perdere e due volte il disco d'oro con la canzone 'O bene mio.
Ha partecipato a sette festival di Napoli.
Nella sua lunga carriera è stato anche regista e sceneggiatore per cinema e teatro.

## Biografia

### Anni cinquanta
Giuseppe Mauriello nasce il 15 dicembre 1938 a Villaricca. Inizia la sua carriera da giovanissimo, nel 1954. Nel 1955 partecipa ad uno spettacolo al Teatro del Popolo, nella villa comunale di Napoli, dove canta Ddoje stelle so' cadute, presentata da Sergio Bruni e Achille Togliani al Festival di Napoli 1955. Viene notato da Salvatore Arenella, direttore commerciale della CGD, che l'anno successivo lo farà passare alla Vis Radio. Nello stesso anno partecipa alla Festa della Sanità, cantando Nuttata 'e sentimento. Nel 1956, passato alla Vis Radio, partecipa alla "Piedigrotta Argos" con la canzone Tu me vuò bene di Raffaele Mallozzi, già con il nome d'arte Pino Mauro. Nel 1957 partecipa alla "Piedigrotta Giba", tenutasi al Teatro Augusteo di Napoli, dove presenta la canzone Ammore amaro, incisa su 78 giri, su etichetta Vis Radio, che diventa velocemente un grande successo e un classico della musica partenopea, cantata successivamente da altri interpreti come Sergio Bruni e Mario Abbate. Sempre nel 1957 partecipa al programma radiofonico Un quarto d'ora Vis Radio, alla radio nazionale, con Claudio Villa, Maria Paris e Mario Abbate.

### Anni sessanta
Nel 1960 partecipa alla "Piedigrotta Vian", al Teatro Diana di Napoli, dove presenta Senza 'e te, scritta da Renato Fiore. Nel 1961 incide e lancia la canzone Malufiglio, incisa, in un secondo momento da Mario Merola. Nel 1962 partecipa alla "Piedigrotta G. Cioffi", con la canzone Core e lacreme. L'anno successivo debutta al Festival di Napoli 1963, dove si presenta con tre brani: Serenata marenara (Petrucci - Arciello), abbinato a Nunzio Gallo, Cu tte a Santa Lucia (Fiore - Vian), abbinato a Mario Abbate, e È dummeneca (Fiore - Vian) abbinato a Gina Armani.

### Anni settanta
Dopo la fine del Festival di Napoli, insieme a Mario Merola e Mario Trevi, Mauro è protagonista di un movimento di “revival” della sceneggiata napoletana, che aveva già riportato al teatro alla fine degli anni cinquanta. È interprete di svariate sceneggiate teatrali: 'A sfida (1971), 'O fuorilegge (1972), 'A Mafia (1972), Gangster (1973), Capobanda (1974), Calibro 9 (1974), 'O motoscafo (1974), Grazie Marì (1977). In dieci anni porterà in scena oltre quaranta lavori recitando nei più importanti teatri d’Italia.
Durante gli anni settanta Pino Mauro è di frequente ospite nelle più importanti trasmissioni televisive nazionali. Nel 1973 porta la sceneggiata in Rai con Ammore e gelusia, regia di Velia Magno, dove recita con Anna Maria Ackermann, Luciano Rondinella, Rosalia Maggio, Pietro De Vico, Anna Walter. Il narratore è Arnoldo Foà.
Nello stesso anno partecipa anche a Domenica in, con Pippo Baudo e Corrado Mantoni, ed effettua la prima tournée in Nord america. Nei successivi dieci anni, è protagonista di numerosi tour negli Stati Uniti e nel Canada, esibendosi in luoghi cult della musica internazionale, come il Madison Square Garden e la Carnegie Hall di New York. In questi anni la musica di Mauro e Merola, allo stesso tempo amici e acerrimi rivali, è il riferimento per le comunità di italiani emigrate negli Stati Uniti. I due suoneranno nel corso del decennio a venire al cospetto delle più grandi personalità locali, dai sindaci di New York fino ai più noti personaggi della comunità italo-americana.
Nel 1973 e 1974 Mauro partecipa a Un disco per l'estate con 'Ncatenato a tte (Giordano-Esposito-Alfieri) e Ma che pazzia (Palomba-Alfieri). Nel 1977 debutta sul grande schermo con il film Onore e guapparia di Tiziano Longo. Seguono I figli non si toccano! (1978), regia di Nello Rossati, I guappi non si toccano (1979), dove lavora, tra gli altri, con Richard Harrison, Paola Senatore, una giovane Marisa Laurito e Gabriele Tinti, per la regia di Mario Bianchi e Attenti a quei due napoletani (1982), regia di Mario Gariazzo.

#### Pino Mauro eIl padrino
Nel 1972, Carmine Coppola e Italia Pennino, genitori di Francis Ford Coppola, famoso regista di Il padrino, si trasferiscono a Napoli per tre mesi. Tra gli scopi della visita c'è quello di andare alla ricerca di caratteristi per il prossimo film del figlio, Il padrino - Parte II. In quella occasione prendono contatti con Pino Mauro e il suo discografico Luciano Rondinella. Originariamente Pino Mauro doveva interpretare Santino Corleone, ruolo poi assegnato a James Caan.

### Anni ottanta
Dopo dieci anni ritorna il Festival di Napoli. Mauro partecipa all’edizione del 1981 presentando il brano 'Na carezza (Correale - Mauriello). Nel 1981 il suo singolo 'O bene mio (scritto con Vincenzo Correale), si aggiudica il disco di platino per numero di vendite. I due brani diventeranno due tra i più grandi successi del cantante. Dal 1983 incide gli album Collezione d'autore e Formalità.

#### L'errore giudiziario e la canzone rivendicata
Tra la fine del 1982 e il 1985 Mauro viene detenuto nel carcere dell'Ucciardone, a causa del suo presunto coinvolgimento in un caso di traffico internazionale di droga. L'artista verrà poi assolto in primo grado per errore di persone, come da sentenza del tribunale di Palermo. Il caso viene ripreso nei libri Storie di ordinaria ingiustizia di Raffaele Genah e Sono innocente - Oltre mezzo secolo di clamorosi errori giudiziari di Enzo Catania.
Nel 1992 Pino Mauro pubblica il primo volume della collana 30 anni di successi, Ieri, Oggi - Canzoni classiche napoletane dal '56/'86, con arrangiamenti di Gigi D'Alessio.

### Il nuovo millennio
Nel 2004 Pino Mauro ritorna al Teatro Trianon di Napoli con la sceneggiata O schiaffo, con Nunzia Greton, Antonio Buonomo e Oscar Di Maio.
Nel 2007 prende parte al video del singolo Fin quanno vai 'ncielo, del duo rap Co'Sang.
Dalla metà del primo decennio successivo, il cantante vive una nuova giovinezza e riceve riconoscimenti non solo dal pubblico ma anche dalla critica e da intellettuali che spesso nei decenni precedenti lo avevano snobbato.
Nel 2013 è ancora al Teatro Trianon con lo spettacolo L'ultimo dei grandi di Raffaele Esposito, con la regia di Agostino Chiummariello.
Nel 2015 la casa editrice Monitor Edizioni pubblica il libro di Riccardo Rosa La sfida. Storia del re della sceneggiata. Il libro racconta sotto forma di romanzo l’avventurosa vita di Pino Mauro e viene presentato prima al Teatro Nuovo di Napoli, con Carmine Paternoster, Marco Giusti, Franco Ricciardi e Nicola Vicidomini, e poi in piazza, ai Quartieri Spagnoli, dove Pino Mauro torna a cantare dopo molti anni.
Nel 2017 Pino Mauro compare nel film dei Manetti Bros. Ammore e malavita, cantando la canzone Chiagne femmena, che chiude la pellicola. Nello stesso anno incide l’album Pino Mauro e friends dove riarrangia i suoi più grandi successi accompagnato da artisti come Enzo Gragnaniello, gli Osanna, Franco Ricciardi, M’Barka Ben Taleb, Raiz, Lucariello e Valentina Stella. L’album viene presentato in un evento eccezionale al Teatro Augusteo di Napoli il 2 febbraio.
Tra il 2015 e il 2018 Pino Mauro è più volte ospite di programmi Rai come Stracult, dove è intervistato da Marco Giusti e Sottovoce, dove dialoga con Gigi Marzullo.
Nel 2020 collabora con il regista Carlo Luglio, che lo dirige nel film Il ladro di cardellini, e lo rende protagonista del documentario dedicato alla sua vita e carriera L’ultimo fuorilegge. Nello stesso anno Mauro è uno dei protagonisti di Trianon Opera - Tra pupi, sceneggiata e belcanto di Roberto De Simone. Lo spettacolo viene trasmesso in anteprima nazionale dalla Rai il 26 aprile 2021.

## Vita privata
Pino Mauro ha sei figli. I primi quattro, Rosalba, Barbara, Alessandra e Gianluca, sono nati dal suo primo matrimonio; Michela e Jole, sono figlie della relazione con Clara Garofano, sposata a Cinisello Balsamo il 28 maggio 2022.

## Festival di Napoli
- 1963
  - Serenata marenara (Petrucci - Arciello), abbinato a Nunzio Gallo, 11º Festival della canzone Napoletana (7º posto)
  - Cu tte a Santa Lucia (Fiore - Vian), abbinato a Mario Abbate, 11º Festival della canzone Napoletana (11º posto)
  - È dummeneca (Fiore - Vian) abbinato a Gina Armani, 11º Festival della canzone Napoletana (non finalista)
- 1965
  - E te lassaie (De Como - G. Cioffi) abbinato a Luciano Virgili, 13º Festival della canzone Napoletana (non finalista)
- 1966
  - L'ammore (Dura - Salerni) abbinato a Nunzia Greton, 14º Festival della canzone Napoletana (non finalista)
- 1968
  - Napule e tu (G. e M. Compostella - Cioffi) abbinato a Nino Delli, 16º Festival della canzone Napoletana (non finalista)
- 1970
  - Dispietto pe' dispietto (G. e M. Compostella - Amoruso - Cioffi) abbinato a Pina Iodice e Gino Da Procida, 18º Festival della canzone Napoletana (non finalista)
- 1971
  - doveva presentare 24 luglio (Moxedano - Sorrentino - Colucci - Cofra) con Mario Trevi, 19º Festival della canzone Napoletana - trasmissione sospesa dalla Rai
- 1981
  -  'Na carezza (Correale - Mauriello), Festival di Napoli 1981[12]

## Discografia (parziale)

### 78 giri
- 1957-  Asso 'e coppe / Ammore Amaro (Vis Radio, Vi 0000)
- 1958 – Nu giro 'e ballo/Chella è nnata cu 'a cammesella (Vis Radio, Vi 6028)

### 33 giri
- 1974 – Carcerato (Hello, ZSEL 55414)
- 1974 – 'Ncatenato a tte! (Hello, ZSEL 55421)
- 1975 – Poeti e musicisti dell'800 napoletano (Hello, ZSEL 55427)
- 1975 – Calibro 9 (Hello Records, ZSEL 55417)
- 1975 – Mario Merola e Pino Mauro (Hello Records, ZSEL 55413) / Mario Merola & Pino Mauro
- 1980 – Immagine (Phonotype Record, AZQ 40056)

### 45 giri
- 1958 – Serenata 'e piscatore/Nnammuratamente (Vis Radio, ViMQN 36289)
- 1959 – Senz'e te/Canzona sulitaria (Vis Radio, ViMQN 36528)
- 1960 – Core e pensiero/Faccella triste (Vis Radio, ViMQN 36630)
- 1961 – Ciardeniere/Dint'e suonne (Jockey, JQL 1036)
- 1961 – Balcone verde/Femmena 'e mare (Jockey, JQL 1037)
- 1962 – A parigina/Core e lacreme (Jockey, JQL 1062)
- 1962 – Stasera nun durmì/Uocchie 'e velluto (Jockey, JQL 1091)
- 1962 – Malufiglio/Dispettosa (Jockey, JQL 1098)
- 1962 – Nuie ce lassammo/Na vita sola (Jockey, JQL 1109)
- 1962 – Mandulinata blu/Serenata a Surriento (Jockey, JQL 1110)
- 1962 – 'O malamente/Briggì Bardò napulitana (Jockey, JQL 1112)
- 1963 – Na cartulina/E' dummeneca (Jockey, JQL 1147)
- 1963 – Cu tte a Santa Lucia/'O ritrattiello (Jockey, JQL 1149)
- 1963 – Catene d'ammore/Indifferentemente (Jockey, JQL 1151)
- 1963 – Serenata marenara/Nun lassà Surriento (Jockey, JQL 1153)
- 1964 – 'E stesse mura/Cravatta 'e seta (Jockey, JQL 1211)
- 1965 – E te lassaie/Mamma luntana (Jockey, JQL 1231)
- 1966 – L'ammore/Ma pecchè (CRP, RN 1003)
- 1966 – Na cartulina/E' dummeneca (CRP, RN 1073)
- 1968 – Napule e tu/Guaglione 'e malavita (Altair, 2056)
- 1969 – 'A vendetta/'O zampugnaro 'nnammurato (GP Nuova Napoli, GP 3011)
- 1969 – L'offesa/Carceratiello (GP Nuova Napoli, GP 3015)
- 1970 – Guaglione e malavita/'A voce d''o carcerato (T&T, TT 0051)
- 1970 – 'A sfida/'A vendetta (Presence, PLP 5001)
- 1970 – Spusarizio carcerato/L'ultimo sacrilegio (Presence, PLP 5002)
- 1970 – Dispietto pe' dispietto/'A festa (Presence, PLP 5007)
- 1970 – 'O boss/Sentenza 'e guappo (Presence, PLP 5016)
- 1970 – Appuntamento 'e 9/Per legittima difesa (Presence, PLP 5017)
- 1972 – O chiammavano santità/'A cantina (Hello, HR 9096)
- 1972 – 'A pena 'e morte/Tore 'o sfriggiato (Hello, HR 9097)
- 1973 – Calibro 9/N'appuntamento (Hello, HR 9109)
- 1973 – 'Ncatenato a tte!/'A paranza (Hello, NP 9118)
- 1973 – 'O capobanda/Carmela rischiatutto (Hello, NP 9120)
- 1973 – 'A croce mia/Eternamente (Hello, NP 9125)
- 1973 – 'A tirata/Conflitto a ffuoco (Hello, NP 9126)
- 1973 – 'O sposo nun songh'io/'A cassiera d''o bar (Hello, NP 9127)
- 1973 – Questione 'e tuocco/'O schiaffo (Hello, NP 9128)
- 1973 – Te lasso/Aniello a fede (Hello, NP 9129)
- 1973 – 'O sfreggio/Fantasia (Hello, NP 9130)
- 1973 – 'Nnanze a corte/Malavita (Hello, NP 9131)
- 1973 – 'O mpicciuso d''a Sanità/'O ricercato (Hello, NP 9140)
- 1973 – 'A polizia ringrazia/'O 'nfamone (Hello, NP 9141)
- 1974 – Ma che pazzia/L'ultima sera cu te (Hello, NP 9144)
- 1974 – P''e figlie/'O sparaposa (Hello, NP 9147)
- 1974 – Uomini d'onore/'O pasturiello (Hello, NP 9151)
- 1974 – 'O carcere/'O colloquio (Hello, NP 9152)
- 1974 – Perdutamente/'A santanotte (Hello, NP 9160)
- 1975 – Grazie Marì/'A lambretta rossa (Hello, NP 9170)
- 1975 – Pucerialo amaro/Pè tte (Hello, NP 9175)
- 1976 – Faccella 'e santa/'A catenella d'oro (Hello, ZEL 50497)

### CD
- 1972 – Malufiglio
- 1975 – 24 luglio
- 1986 – Napule e Tu
- 1994 – Canzoni classiche napoletane
- 1994 – Trent'anni di successi
- 1996 – 30 anni di successi
- 1996 – Canzoni classiche napoletane dal quaranta/ottantotto
- 1998 – Guaglione 'e malavita
- 1998 – Sceneggiate napoletane - Pino Mauro
- 2002 – Pino Mauro, Vol. 1
- 2002 – Pino Mauro, Vol. 2
- 2002 – Pino Mauro, Vol. 3
- 2002 – Pino Mauro, Vol. 4
- 2002 – Pino Mauro, Vol. 5
- 2002 – Pino Mauro, Vol. 6
- 2002 – Pino Mauro, Vol. 7
- 2002 – Pino Mauro, Vol. 8
- 2003 – Monografie napoletane Vol. 11 - Pino Mauro
- 2003 – Monografie napoletane Vol. 12 - Pino Mauro
- 2004 – 24 luglio
- 2004 – Gesù
- 2010 – I successi di Pino Mauro, Vol. 1
- 2010 – I successi di Pino Mauro, Vol. 2
- 2010 – I successi di Pino Mauro, Vol. 3
- 2010 – I successi di Pino Mauro, Vol. 4
- 2010 – Mario Merola & Pino Mauro - Guaglione 'e malavita
- 2010 – Neapolitan passion Vol. 11 - Pino Mauro
- 2010 – Neapolitan passion Vol. 12 - Pino Mauro
- 2010 – 30 anni di successi, Vol. 1
- 2010 – 30 anni di successi, Vol. 2
- 2011 – Viva Napoli, vol. 3
- 2012 – Mario Merola & Pino Mauro, Vol. 2

## Filmografia
- Onore e guapparia, regia di Tiziano Longo (1977)
- I figli non si toccano!, regia di Nello Rossati (1978)
- I guappi non si toccano, regia di Mario Bianchi (1979)
- Attenti a quei due napoletani, regia di Mario Gariazzo (1980)
- Ammore e malavita, regia dei Manetti Bros. (2017)
- Il ladro di cardellini, regia Carlo Luglio (2020)

## Libri
- Franco Cortese, Pino Mauro - L'ultimo dei grandi, Pino Mauro, Salerno, Albatros, 2012.
- Riccardo Rosa, La sfida - Storia del re della sceneggiata, Pino Mauro, Napoli, Monitor, 2015.